# José Riasco
José Alexander Riasco Brizuela (Ciudad Guayana, 2 febbraio 2004) è un calciatore venezuelano, attaccante del Carabobo, in prestito dal Philadelphia Union, e della nazionale venezuelana.

## Carriera

### Club
Riasco è cresciuto nel settore giovanile del Dep. La Guaira dove ha debuttato il 9 maggio 2021 nell'incontro di Primera División vinto 4-2 contro il Carabobo. Il 10 luglio seguente ha segnato il suo primo gol nel successo per 4-1 sul Deportivo Lara.
Il 23 marzo 2022 è stato acquistato dal Philadelphia Union che lo ha assegnato alla propria seconda squadra. Ha debuttato in MLS Next Pro il 25 aprile seguente nell'incontro perso ai rigori contro il Chicago Fire II ed il 15 agosto ha segnato la prima rete in terra statunitense contro l'Inter Miami II.
L'8 settembre 2023 è stato ceduto in prestito al Boston River.

### Nazionale
Nel gennaio del 2023 è stato convocato dalla nazionale venezuelana Under-20 per disputare il campionato sudamericano di categoria. L'11 dicembre dello stesso anno ha esordito con la nazionale maggiore nell'amichevole persa 1-0 contro la Colombia.

## Statistiche
Statistiche aggiornate al 29 aprile 2024.

### Presenze e reti nei club
| Stagione        | Squadra               | Campionato      | Campionato | Campionato | Coppe nazionali | Coppe nazionali | Coppe nazionali | Coppe continentali | Coppe continentali | Coppe continentali | Altre coppe | Altre coppe | Altre coppe | Totale | Totale | Totale |
| Stagione        | Squadra               | Comp            | Pres       | Reti       | Comp            | Pres            | Reti            | Comp               | Pres               | Reti               | Comp        | Pres        | Reti        | Pres   | Reti   |        |
| --------------- | --------------------- | --------------- | ---------- | ---------- | --------------- | --------------- | --------------- | ------------------ | ------------------ | ------------------ | ----------- | ----------- | ----------- | ------ | ------ | ------ |
| 2021            | Dep. La Guaira        | PD              | 23         | 5          |                 | -               | -               | CL                 | 1                  | 0                  |             | -           | -           | 1      | 0      |        |
| 2022            | Philadelphia Union II | MNP             | 16         | 3          |                 | -               | -               |                    | -                  | -                  |             | -           | -           | 16     | 3      |        |
| 2023            | Philadelphia Union II | MNP             | 10         | 1          |                 | -               | -               |                    | -                  | -                  |             | -           | -           | 10     | 1      |        |
| 2023            | Boston River          | PD              | 11         | 1          | CU              | 1               | 1               |                    | -                  | -                  |             | -           | -           | 12     | 2      |        |
| 2024            | Boston River          | PD              | 6          | 0          |                 | -               | -               |                    | -                  | -                  |             | -           | -           | 6      | 0      |        |
| Totale carriera | Totale carriera       | Totale carriera | 66         | 10         |                 | 1               | 1               |                    | 1                  | 0                  |             | -           | -           | 68     | 11     |        |

### Cronologia presenze e reti in nazionale
| Cronologia completa delle presenze e delle reti in nazionale ― Venezuela | Cronologia completa delle presenze e delle reti in nazionale ― Venezuela | Cronologia completa delle presenze e delle reti in nazionale ― Venezuela | Cronologia completa delle presenze e delle reti in nazionale ― Venezuela | Cronologia completa delle presenze e delle reti in nazionale ― Venezuela | Cronologia completa delle presenze e delle reti in nazionale ― Venezuela | Cronologia completa delle presenze e delle reti in nazionale ― Venezuela | Cronologia completa delle presenze e delle reti in nazionale ― Venezuela |
| Data                                                                     | Città                                                                    | In casa                                                                  | Risultato                                                                | Ospiti                                                                   | Competizione                                                             | Reti                                                                     | Note                                                                     |
| ------------------------------------------------------------------------ | ------------------------------------------------------------------------ | ------------------------------------------------------------------------ | ------------------------------------------------------------------------ | ------------------------------------------------------------------------ | ------------------------------------------------------------------------ | ------------------------------------------------------------------------ | ------------------------------------------------------------------------ |
| 11-12-2023                                                               | Fort Lauderdale                                                          | Colombia                                                                 | 1 – 0                                                                    | Venezuela                                                                | Amichevole                                                               | -                                                                        | 72’                                                                      |
| Totale                                                                   |                                                                          | Presenze                                                                 | 1                                                                        |                                                                          | Reti                                                                     | 0                                                                        |                                                                          |